# فهرست استانداران اصفهان
این فهرست اسامی استانداران استان اصفهان، (از سال تشکیل استان در سال ۱۳۱۶ تاکنون) می‌باشد.

## فهرست
| حکومت پهلوی                |       |               |                  |                  |                     |
| نام                        | نگاره | زاده          | شروع             | پایان            | دوره                |
| مصطفی‌قلی کمال هدایت        |       | ۱۲۵۸ تهران    | ۱۳۲۱             | ۱۳۲۳             |                     |
| محمدعلی وارسته             |       | ۱۲۷۳ تهران    | ۱۹ تیر ۱۳۲۳      | ۲۷ مهر ۱۳۲۵      |                     |
| ابوالقاسم امینی مجدی       |       | ۱۲۸۴          | ۲۷ مهر ۱۳۲۵      | ۷ مهر ۱۳۲۶       | احمد قوام           |
| عبدالحسین مسعود انصاری     |       | ۱۲۷۵ تهران    | ۷ مهر ۱۳۲۶       |                  | احمد قوام           |
| نادر آراسته                |       | ۱۲۶۵ تبریز    |                  | ۱۳۲۷             |                     |
| رضا افشار                  |       | ۱۲۶۶ ارومیه   | ۱۳۲۷             | ۱۳۲۷             |                     |
| محمد ساعد                  |       | ۱۲۶۰ مراغه    | ۱۳۲۷             | ۱۳۲۷             |                     |
| ابراهیم زند                |       | ۱۲۶۷ گرجستان  | ۱۱ بهمن ۱۳۲۷     | ۱۳۲۸             | علی منصور           |
| سرگرد عباس حشمتی           |       |               | ۲۹ تیر ۱۳۲۹      | فروردین ۱۳۳۰     | حاجعلی رزم‌آرا       |
| سید محمد سجادی             |       |               | فروردین ۱۳۳۰     | ۱۳۳۰             | حسین علاء           |
| ابوالقاسم امینی مجدی       |       |               | ۱۳۳۰             | ۱۳۳۱             | محمد مصدق           |
| امیر نصرت‌الله اسکندری      |       |               | ۳ اردیبهشت ۱۳۳۱  | ۲۳ اردیبهشت ۱۳۳۲ | محمد مصدق           |
| سید محمدعلی کشاورز صدر     |       |               | ۲۳ اردیبهشت ۱۳۳۲ | ۲۸ مرداد ۱۳۳۲    | محمد مصدق           |
| محمدعلی روشن (سرپرست)      |       |               | ۲۹ مرداد ۱۳۳۲    | ۴ شهریور ۱۳۳۲    | فضل‌الله زاهدی       |
| سرتیپ علی‌اکبر شعری         |       |               | ۴ شهریور ۱۳۳۲    | شهریور ۱۳۳۲      | فضل‌الله زاهدی       |
| امیر نصرت‌الله اسکندری      |       |               | ۱۳ شهریور ۱۳۳۲   | ۲۳ دی ۱۳۳۲       | فضل‌الله زاهدی       |
| امیرقاسم فولادوند          |       |               | ۲۳ دی ۱۳۳۲       | ۱۳۳۴             | فضل‌الله زاهدی       |
| محمد ذوالفقاری             |       |               | ۴ مرداد ۱۳۳۴     | ۱۳۳۶             | حسین علاء           |
| سرلشکر عباس گرزن           |       |               | ۱۳۳۶             | ۱۳۳۸             | منوچهر اقبال        |
| سرتیپ عباس فرزانگان        |       |               | ۱۳۳۸             | ۱۳۳۹             | منوچهر اقبال        |
| حسین دها                   |       |               | ۱۳۳۹             | ۱۳۴۰             | جعفر شریف‌امامی      |
| سید حسن سراج حجازی         |       |               | ۳۱ اردیبهشت ۱۳۴۰ | ۱۳۴۱             | علی امینی           |
| ابراهیم پارسا              |       |               | ۱۳۴۱             | ۱۳۴۶             | اسدالله علم         |
| ابراهیم همایون‌فر           |       |               | ۱ خرداد ۱۳۴۶     | ۴ دی ۱۳۴۷        | امیرعباس هویدا      |
| نظام‌الدین طه               |       |               | ۴ دی ۱۳۴۷        | ۲۴ شهریور ۱۳۴۸   | امیرعباس هویدا      |
| محمد سام                   |       |               | ۲۴ شهریور ۱۳۴۸   | ۲۹ فروردین ۱۳۵۰  | امیرعباس هویدا      |
| غلامرضا کیانپور            |       |               | ۱ اردیبهشت ۱۳۵۰  | ۹ خرداد ۱۳۵۳     | امیرعباس هویدا      |
| اکبر زاد                   |       | ۱۳۰۳ اصفهان   | ۹ خرداد ۱۳۵۳     | ۱۳۵۷             | امیرعباس هویدا      |
| جمهوری اسلامی ایران        |       |               |                  |                  |                     |
| محمدعلی واعظی              |       |               | ۱ اسفند ۱۳۵۷     | ۱۹ اردیبهشت ۱۳۵۸ | دولت موقت           |
| سید محمدکاظم موسوی بجنوردی |       | ۱۳۲۱ نجف      | ۱۹ اردیبهشت ۱۳۵۸ | ۳۱ اردیبهشت ۱۳۵۹ | شورای انقلاب        |
| سید اسماعیل داودی شمسی     |       | ۱۳۲۴ یزد      | ۳۱ اردیبهشت ۱۳۵۹ | ۲ شهریور ۱۳۶۰    | ابوالحسن بنی صدر    |
| غلامعباس زارع میرک‌آباد     |       | ۱۳۳۱          | ۲ شهریور ۱۳۶۰    | ۲۶ آبان ۱۳۶۰     | سید علی خامنه‌ای     |
| عبدالله کوپایی (سرپرست)    |       | ۱۳۲۶ اصفهان   | ۲۶ آبان ۱۳۶۰     | ۲۹ تیر ۱۳۶۱      | سید علی خامنه‌ای     |
| عبدالله کوپایی             |       | ۱۳۲۶ اصفهان   | ۲۹ تیر ۱۳۶۱      | ۲۵ بهمن ۱۳۶۱     | سید علی خامنه‌ای     |
| غلامحسین کرباسچی           |       | ۱۳۳۲ قم       | ۲۵ بهمن ۱۳۶۱     | ۱۷ دی ۱۳۶۸       | سید علی خامنه‌ای     |
| محمدرضا واقفی امامزاده     |       | ۱۳۲۸ اصفهان   | ۱۷ دی ۱۳۶۸       | ۲ تیر ۱۳۷۱       | اکبر هاشمی رفسنجانی |
| اسحاق جهانگیری             | 140   | ۱۳۳۶ جیرفت    | ۲ تیر ۱۳۷۱       | ۲۹ مرداد ۱۳۷۶    | اکبر هاشمی رفسنجانی |
| محمود اسلامیان (سرپرست)    |       | ۱۳۳۵ اصفهان   | ۴ شهریور ۱۳۷۶    | ۱۶ شهریور ۱۳۷۶   | سید محمد خاتمی      |
| سید جعفر موسوی             | 140   |               | ۱۶ شهریور ۱۳۷۶   | ۲۴ شهریور ۱۳۸۱   | سید محمد خاتمی      |
| سید محمود حسینی            |       | ۱۳۳۴ خوراسگان | ۲۴ شهریور ۱۳۸۱   | ۱۷ مهر ۱۳۸۴      | سید محمد خاتمی      |
| سید مرتضی بختیاری          |       | ۱۳۳۱ مشهد     | ۱۷ مهر ۱۳۸۴      | ۱۲ شهریور ۱۳۸۸   | محمود احمدی‌نژاد     |
| مظفر حاجیان (سرپرست)       |       |               | ۱۴ شهریور ۱۳۸۸   | ۱۲ مهر ۱۳۸۸      | محمود احمدی‌نژاد     |
| علیرضا ذاکر اصفهانی        |       | ۱۳۴۰ اصفهان   | ۱۲ مهر ۱۳۸۸      | ۳۱ شهریور ۱۳۹۲   | محمود احمدی‌نژاد     |
| رسول زرگرپور               |       | ۱۳۳۳ اصفهان   | ۳۱ شهریور ۱۳۹۲   | ۷ آبان ۱۳۹۶      | حسن روحانی          |
| محسن مهرعلیزاده            |       | ۱۳۳۵ مراغه    | ۷ آبان ۱۳۹۶      | ۲۶ آبان ۱۳۹۷     | حسن روحانی          |
| محمدعلی شجاعی (سرپرست)     |       |               | ۲۶ آبان ۱۳۹۷     | ۳۰ آبان ۱۳۹۷     | حسن روحانی          |
| عباس رضایی                 |       | ۱۳۳۵ خوانسار  | ۳۰ آبان ۱۳۹۷     | ۱۱ مهر ۱۴۰۰      | حسن روحانی          |
| سید رضا مرتضوی             |       | ۱۳۵۶ اصفهان   | ۱۱ مهر ۱۴۰۰      | ۲۴ مهر ۱۴۰۳      | سید ابراهیم رئیسی   |
| مهدی جمالی‌نژاد             |       | ۱۳۴۸ اصفهان   | ۲۴ مهر ۱۴۰۳      | متصدی            | مسعود پزشکیان       |